# Matera
Matera este un oraș din regiunea Basilicata, în sudul Italiei.
Capitală a provinciei Matera, așezarea inițială se află în două canioane sculptate de râul Gravina. Această zonă, Sassi di Matera, este un complex de locuințe rupestre sculptate în vechiul canion al râului. De-a lungul istoriei sale, Matera a fost ocupată de greci, romani, longobarzi, bizantini, sarazini, șvabi, angevini, aragonezi și burboni.
Vestigiile culturale din zona peșterilor numită „Sassi di Matera” din Matera au fost înscrise în anul 1993 pe lista patrimoniului cultural mondial UNESCO.
Până la sfârșitul anilor 1800 locuințele din peșteră din Matera au devenit remarcate pentru sărăcia perpetuă, salubritatea precară, condițiile de muncă improprii și bolile agresive. Evacuată în 1952, populația a fost mutată în locuințe moderne, iar Sassi („pietrele”) au rămas abandonate până în anii 1980. Viziunea și investițiile reînnoite au făcut ca locuințele rupestre să devină o destinație turistică istorică remarcată, cu hoteluri, muzee mici și restaurante – și o comunitate artistică vibrantă.

## Demografie
Matera - evoluția demografică

|  | Graficele sunt indisponibile din cauza unor probleme tehnice. Mai multe informații se găsesc la Phabricator și la wiki-ul MediaWiki. |

Date: Recensăminte sau birourile de statistică - grafică realizată de Wikipedia